# 多馬戈伊·帕維契奇
多馬戈伊·帕維契奇（1994年3月9日—）是克羅埃西亞的一位足球運動員，在場上司職中後衛。他在薩格勒布迪納摩的首個進球是在迪納摩對陣扎達爾時取得的。

## 外部連結
- GNK Dinamo Zagreb profile （页面存档备份，存于）
- Soccerway profile （页面存档备份，存于）